# 神奇寶貝劇場版：比克提尼與黑英雄 捷克羅姆/白英雄 雷希拉姆
《比克提尼與黑英雄 捷克羅姆/白英雄 雷希拉姆》，是神奇寶貝動畫的第十四部電影版（兩部共併）、同時也是超級願望系列的第一部電影版。本作以「理想與真實，黑.白的混沌之戰」作為標語。
本部電影版亦是影史上首個分版本推出的動畫電影。

## 劇情簡介
在合眾地方旅行的小智、艾莉絲、天桐一行人，來到了被稱為「大地之劍」的塔為中心發展的城市：艾茵多奧克。這裡是由曾經繁榮一時的大地之民所建立的國度，但現在已經沒落。
小智等人為了參加收穫祭對戰大會來到艾茵多奧克，他們在這裡遇到了能給予人或神奇寶貝不可思議力量的夢幻神奇寶貝——比克提尼。大地之民的後裔——德雷多企圖利用比克提尼的魔力讓早已絕跡的古王國重現人間，艾茵多奧克因此陷入前所未有的混亂。
究竟小智一行人能不能拯救陷入危機的城市呢？比克提尼的命運將會如何？伴隨著捷克羅姆、雷希拉姆的謎團，神奇寶貝史上最大的冒險，帶給你無限的感動！

## 場景
艾茵多奧克：以城堡「大地之劍」和昔日的民族「大地之民」而聞名的地點，舞台參考自法國。

## 登場人物
| 角色                                    | 配音員                       | 配音員 | 配音員 | 介紹 |
| 角色                                    | 日本                         | 香港   | 臺灣   | 介紹 |
| --------------------------------------- | ---------------------------- | ------ | ------ | --- |
| 小智（サトシ）                          | 松本梨香                     | 吳小藝 | 汪世瑋 | |
| 皮卡丘（ピカチュウ）                    | 大谷育江                     |        |        | 小智的最佳拍檔。 |
| 艾莉絲（アイリス）                      | 悠木碧                       | 顧詠雪 | 林美秀 | 神奇寶貝超級願望的女主角。                                                                                          |
| 天桐（デント）                          | 宮野真守                     | 郭湛森 | 于正昇 | 超級願望的第二男主角，三曜市的道館訓練家之一。                                                                      |
| 武藏（ムサシ）                          | 林原惠                       | 莊巧兒 | 詹雅菁 | |
| 小次郎（コジロウ）                      | 三木真一郎                   |        | 吳東原 | |
| 喵喵（ニャース）                        | 犬山犬子                     | 王夢華 | 汪世瑋 | |
| 德雷多·克蘭基爾（ドレッド・グランギル） | 鶴野剛士、高橋智秋<少年時代> | 李家傑 | 吳文民 | 大地之民的後裔，因為希望讓大地之民王國復活，而四處尋找遊說失散的後裔。 在黑英雄駕馭雷希拉姆，在白英雄駕馭捷克羅姆。 |
| 卡莉塔（カリータ）                      | 石原里美                     |        | 劉如蘋 | 德雷多的妹妹。 |
| 姜塔（ジャンタ）                        | 大地真央                     | 陳安瑩 | 汪世瑋 | 德雷多的母親。 在收獲祭時開設著土產屋。是將比克提尼的故事傳達給大地之民的人。                                       |
| 莫孟多（モーモント）                    | 山寺宏一                     |        | 林谷珍 | 艾茵多奧克的鎮長同時也是艾茵多奧克收穫祭對戰大會的主辦人。                                                          |
| 瑟朵（セード）                          | 中川翔子                     |        | 林美秀 | 大地之民的後裔小女孩，生活在荒野上，戲分主要在黑英雄。                                                              |
| 奧德（オード）                          | 中川翔子                     |        | 劉如蘋 | 大地之民的後裔小男孩，生活在冰原上，戲分主要在白英雄。                                                              |
| 大地之民的王（王様<おさま>）            | 内海賢二                     |        | 林谷珍 | 比克提尼的主人，在很久以前為了恢復龍脈用盡全力犧牲了自己，並因為力竭而無法將比克提尼從艾茵多奧克內解放便死去。      |

### 神奇寶貝
- 三頭龍：卡莉塔的神奇寶貝，在黑英雄為閃光（色違）神奇寶貝。
- 泥偶巨人：姜塔的神奇寶貝，在白英雄為閃光（色違）神奇寶貝。
- 人工細胞卵：德雷多的神奇寶貝。（黑英雄）（台灣配音：劉如蘋）
- 哥德小姐：德雷多的神奇寶貝。（白英雄）
- 象徵鳥：德雷多的神奇寶貝。
- 四季鹿：擁有四種季節型態的神奇寶貝，在本電影為夏天型態。（日本配音：早志勇紀、福圓美里，台灣配音：楊凱凱、詹雅菁）
- 齒輪兒、齒輪組、齒輪怪：莫孟多的神奇寶貝，亦使用其來啟動音樂播放器及駕駛飛機。

### 傳說神奇寶貝
- 捷克羅姆(ゼクロム)：黑之巨龍，象徵理想的神奇寶貝，懂得用心靈感應傳達信息給小智(黑英雄)，德雷多(黑英雄/白英雄)及住在寒冷地帶的「大地之民」(白英雄)  。協助小智實現理想救回比克堤尼，並打敗雷希拉姆阻止合眾地區的破壞。(黑英雄) / 協助德雷多的理想願望復興大地之民的土地，阻止任何生物救回比克提尼，但被雷希拉姆打敗及説服後用絕招「龍吸」救出比克提尼。(白英雄) （日本配音：高橋英樹，台灣配音：林谷珍）
- 雷希拉姆(レシラム)：白之巨龍，象徵真實的神奇寶貝，懂得用心靈感應傳達信息給小智(白英雄)，德雷多(黑英雄/白英雄)及住在炎熱地帶的「大地之民」(黑英雄)  。協助小智實現真實救回比克堤尼，並打敗捷克羅姆阻止合眾地區的破壞。(白英雄) / 協助德雷多的真實願望復興大地之民的土地，阻止任何生物救回比克提尼，但被捷克羅姆打敗及説服後用絕招「龍之怒」救出比克提尼。(黑英雄)（日本配音：谷原章介，台灣配音：吳文民）
- 比克提尼(ビクティニ)：象徵勝利的幻之神奇寶貝，幾千年前是大地之民的王的神奇寶貝，幾千年來被力場封閉所住城市因此不能離開。喜歡的甜點是馬卡龍。在某次的相遇救助小智和比卡超及其2隻四季鹿，另外在小智的其中2場對戰中協助暖暖豬及滑頭小子打敗強大的對手並取得勝利，他們認識後成為好朋友。被德雷多強迫用「勝利」的力量令「大地之劍」移動。（日本配音：水樹奈奈，台灣配音：林美秀）

## 主題曲

### 主題曲
| 曲名                                | 作詞     | 作曲     | 編曲                                                | 歌       |
| ----------------------------------- | -------- | -------- | --------------------------------------------------- | -------- |
| 「」〈超級願望！〉（NEW MIX＆EDIT） | 戸田昭吾 | 田中宏和 | 小谷野謙一，和聲合成：河野陽吾（PIKACHU RECORDS）， | 松本梨香 |

### 片尾曲
| 曲名                      | 作詞     | 作曲     | 編曲               | 歌                    |
| ------------------------- | -------- | -------- | ------------------ | --------------------- |
| 「」〈宙 -空-〉（黑英雄） | 持田香織 | 菊池一仁 | 中尾昌文・小事樂團 | 小事樂團（avex trax） |
| 「」〈響 -聲-〉（白英雄） | 持田香織 | 菊池一仁 | 十川知司・小事樂團 | 小事樂團（avex trax） |

## 關聯項目
- 神奇寶貝動畫版
- 神奇寶貝動畫電影版

## 外部連結
- （日語）電影介紹 （页面存档备份，存于）
- 互联网电影数据库（IMDb）上《宠物小精灵：比克提尼与白英雄雷希拉姆》的资料（英文）
- 互联网电影数据库（IMDb）上《宠物小精灵：维库蒂尼与黑之英雄》的资料（英文）
- Yahoo奇摩電影上《神奇寶貝劇場版：比克提尼與黑英雄 捷克羅姆/白英雄 雷希拉姆》的資料（繁體中文）
- 開眼電影網上《神奇寶貝劇場版：比克提尼與黑英雄 捷克羅姆/白英雄 雷希拉姆》的資料（繁體中文）
- 时光网上《宠物小精灵剧场版：Best Wishes 维库蒂尼与白之英雄》的資料（简体中文）
- 时光网上《宠物小精灵剧场版：Best Wishes 维库蒂尼与黑之英雄》的資料（简体中文）
- 豆瓣电影上《宠物小精灵：比克提尼与白英雄雷希拉姆》的資料 （简体中文）
- 豆瓣电影上《宠物小精灵：维库蒂尼与黑之英雄》的資料 （简体中文）